# Колянур
Коляну́р (рос. Колянур, марій. Калянур) — присілок у складі Совєтського району Марій Ел, Росія. Входить до складу Вятського сільського поселення.

## Населення
Населення — 283 особи (2010; 279 у 2002).
Національний склад (станом на 2002 рік):
- марі — 69 %
- росіяни — 30 %